# Stanisław Kaszyński (teatrolog)
Stanisław Kaszyński, ps. „Stanisław Christian” (ur. 23 stycznia 1927 w Warcie, zm. 12 listopada 1988 w Łodzi) – teatrolog, historyk teatru, krytyk, tłumacz dramatów i poeta, doktor habilitowany.

## Życiorys
W latach 1948–1952 studiował polonistykę w na Uniwersytecie Łódzkim, w międzyczasie studiując przez 2 lata germanistykę. Od 1950 był zastępcą asystenta w Katedrze Historii Literatury Polskiej Uniwersytetu Łódzkiego. W 1957 został adiunktem – początkowo w macierzystej katedrze, a w 1958 w Katedrze Teorii Literatury UŁ. W latach 1957–1960 prowadził lektorat języka polskiego na Uniwersytecie w Belgradzie. W 1959 obronił doktorat na podstawie rozprawy Dzieje sceny kaliskiej 1800–1914, pod opieką naukową Stefani Skwarczyńskiej. Habilitował się w 1966 w oparciu o pracę Teatr łódzki w latach 1945–1962. Od 1969 pracował na stanowisku docenta, w 1974 uzyskał tytuł profesora nadzwyczajnego, a w 1975 – zwyczajnego. Był prodziekanem Wydziału Filologicznego Uniwersytetu Łódzkiego (1974/1975) oraz dyrektorem Instytutu Teorii Literatury, Teatru i Filmu (1978–1981).
Publikował w „Pracach Polonistycznych”, „Przeglądzie Kulturalnym”, „Łodzi Literackiej”, „Dziś i jutro”, „Kronikach” i w austriackim „Maske und Kothurn”. Był redaktorem i publicystą „Rzeczy Poetyckiej” i „Osnowy”. W latach 1958–1978 współpracował z tygodnikiem „Odgłosy”. Od 1962 był członkiem Związku Literatów Polskich. W latach 1962–1963 był stypendystą rządu austriackiego w Instytucie Teatrologicznym w Wiedniu. Był jurorem Kaliskich Spotkań Teatralnych i uczestniczył w pracach Łódzkiego Towarzystwa Naukowego. Posługiwał się językiem niemieckim, serbsko-chorwackim i macedońskim, dzięki czemu przekładał na język polski dzieła literatów takich jak m.in. Ivo Andrić, Ivo Brešan i Georg Trakl.
Opublikował 2 tomy poezji: Poszukiwanie krajobrazu (1963) i Krąg najbliższy (1984).

### Życie prywatne
Mieszkał w Łodzi przy al. T. Kościuszki 98 w Domu Literatów.
Został pochowany w części ewangelicko-augsburskiej Starego Cmentarza w Łodzi (sektor 48_J2, rząd 1n nr grobu 23).

## Publikacje
- Ze wstępnych badań nad dziejami sceny kaliskiej: (W. Bogusławski w Kaliszu 1800–1815), 1955
- Dzieje sceny kaliskiej, 1800-1914, Zakład Narodowy im Ossolińskich we Wrocławiu, 1962
- Poszukiwanie krajobrazu, Wydawnictwo Łódzkie, 1963
- Teatr Łódzki w latach 1945–1962, Wydawnictwo Łódzkie, 1970
- Teatralia kaliskie, Materiały do dziejów sceny kaliskiej (1800–1970): Wybrał, opracował i wstępem opatrzył Stanisław Kaszyński, Wydawnictwo Łódzkie, 1972
- Krąg najbliższy, Muzeum Miasta i Rzeki Warty, 1984

## Wyróżnienia
- Honorowy Obywatel Kalisza (1972)[4]